# Грузинский виноград
«Грузинский виноград» — грузинская короткометражная эротическая комедия 2001 года режиссёра Георгия Шенгелая с Ией Парулава в главной роли.

## Сюжет
Скучно течёт жизнь Лии среди виноградников грузинской деревушки где-то в Кахетии. Ее красота в расцвете, но это не замечает даже её муж Сандро, автомеханик, стены автомастерской которого увешаны плакатами с красотками. Но как-то в этом глухом краю ломается машина кинозвезды Меги, будто сошедшей с этих плакатов. Лия видит, что муж вьётся перед кинозвездой, ей всё это надоедает и она собирается уехать к родителям. Но вдруг Меги предлагает подвезти Лию… она, как фея в своей тыкве-БМВ, кое-что приготовила для этой сельской «Золушки»…

## В ролях
- Ия Парулава — Лия
- Заза Папуашвили — Сандро
- Селина Вечорек — Меги
- Михаил Гомиашвили — Георг
- Тристан Саларидзе — водитель такси
- Ника Шенгелая — приставучий водитель VW Golf

## О фильме
Фильм из серии короткометражек «Эротические истории от Регины Циглер» немецкого продюсера Регины Циглер.

«Грузинский виноград» следует в режиссёрской линии популярных фольклорных сказок — «Мелодии Верийского квартала» (1973), «Приди в долину винограда» (1976), «Путешествие молодого композитора» (1984), — которые отражают повседневную жизнь, юмор «давай и бери», спокойное буколическое существование его народа. Сравните городское с сельским, добавьте непринужденный диалог, приправьте его ритмичным музыкальным мотивом и осенней пасторальной обстановкой — и у вас получится очаровательная грузинская сказка.
Оригинальный текст (англ.)As for Georgian Grapes, it follows in the director’s line of popular folkloric tales — Melodies from an Old Quarter (1973), Come to the Valley of the Grapes (1976), A Young Composer’s Odyssey (1984) — that reflect the daily life, the give-and-take humor, the easy-going bucolic existence of his people. Contrast the urban with the rural, add tongue-in-cheek dialogue, spice it with a rhythmic musical motif and an autumnal pastoral setting — and you have an enchanting Georgian fairy tale.
— ziegler-film.com
Фильм позиционируется как как первый грузинский фильм, в котором было показано обнаженное женское тело, однако это не первый фильм, где Ия Парулава обнажается, до этого ещё при СССР она снялась в фильме 1990 года «Роковой выстрел».